# Кубок Кремля 2004
Кубок Кремля 2004 — ежегодный профессиональный теннисный турнир в серии международной серии ATP для мужчин и 1-й категории WTA для женщин.
Турнир традиционно проводился на закрытых хардовых кортах в московском спорткомплексе «Олимпийский». Мужской турнир проводился в 15-й раз, женский — в 9-й.
Соревнования прошли с 11 по 17 октября.
Прошлогодние победители:
- мужской одиночный разряд —  Тейлор Дент
- женский одиночный разряд —  Анастасия Мыскина
- мужской парный разряд —  Махеш Бхупати /  Максим Мирный
- женский парный разряд —  Надежда Петрова /  Меганн Шонесси

## Соревнования

### Мужчины

#### Одиночный разряд
Николай Давыденко обыграл  Грега Руседски со счётом 3-6, 6-3, 7-5.
- Давыденко выигрывает свой второй титул в году и четвёртый за карьеру.

#### Парный разряд
Игорь Андреев /  Николай Давыденко обыграли  Махеша Бхупати /  Йонаса Бьоркмана со счётом 3-6, 6-3, 6-4.
- Андреев и Давыденко выигрывают свои дебютные титулы.

### Женщины

#### Одиночный разряд
Анастасия Мыскина обыграла  Елену Дементьеву со счётом 7-5, 6-0.
- Мыскина выигрывает свой третий титул в году и девятый за карьеру.
- Мыскина выигрывает свой первый титул данной категории в сезоне и второй за карьеру.
- Мыскина побеждает в Москве второй год подряд.

#### Парный разряд
Анастасия Мыскина /  Вера Звонарёва обыграли  Вирхинию Руано Паскуаль /  Паолу Суарес со счётом 6-3, 4-6, 6-2.
- Мыскина выигрывает свой второй титул за карьеру.
- Звонарёва выигрывает свой дебютный титул.